# Френсіс Гойя
Френсіс Гойя (англ. Francis Goya; справжнє ім'я Френсіс Вейєр (фр. François Weyer); нар. 16 травня 1946, Льєж, Бельгія) — відомий бельгійський композитор та гітарист.

## Біографія
Народившись в родині музикантів, він вперше взяв у руки гітару у віці 12 років.
У 16 років Френсіс Гойя організував перший гурт «Les Jivaros» разом зі своїм братом-ударником та кількома друзями.
У 1966 році він знайомиться зі співаком Лу, який приєднується до рок-гурту Френсіса «The Liberty Six» (Лу пізніше продюсував виконавця Plastic Bertrand і написав для нього пісню «Ça plane pour moi», яка придбала світовий успіх).
У 1970 році Френсіса Гойю запрошують в професійний гурт «JJ Band», що грає музику соул та з яким він записує два альбоми, продюсером другого альбому є Брайан Беннет, ударник групи «The Shadows».
Ця платівка записується в Лондоні для компанії CBS. Завдяки JJ Band, Френсіс Гойя бере участь в турне по Європі та Африці.
Також він стає студійним гітаристом і грає на сцені з такими різними виконавцями, як Деміс Русос, The Three Degrees, Вікі Леандрос та іншими.

## Творчість

### Блискуча ідея. «Ностальгія» («Nostalgia»)
У 1975 він записує свою першу сольну платівку «Nostalgia», яка швидко піднялася на верхні рядки хіт-парадів.
«Nostalgia» — це ніжна і романтична мелодія, написана Френсісом Гойєю і його батьком. Саме вона послужила початком його міжнародної кар'єри.
Френсіс Гойя їздить в турне по всьому світу: від Азії до Латинської Америки, Південної Африки, Росії і т.д. Між турами він записує як мінімум по одному новому альбому, кількість яких в підсумку досягає 35 платівок та CD-дисків, більшої частини з них присвоюється золотий або платиновий статус.
На сьогоднішній день Френсіс Гойя продав понад 28 мільйонів своїх альбомів по всьому світу — ситуація досить рідкісна для інструментальної музики. У 1991 році Френсіс Гойя диригує оркестром у виступі представників Люксембурга на пісенному конкурсі «Євробачення-91» у Римі та у 1993 році — пісенному конкурсі «Євробачення-93» в Ірландії.

### Латиноамериканський вплив
Завжди захоплюючись латиноамериканською музикою, Френсіс Гойя у 1991 році вирішує записати паралельно з інструментальною музикою CD-диск бразильських пісень (Bahia Lady). Тембр його голосу і палкість його гітарного виконання явили собою прекрасне поєднання, яке сподобалося публіці. Він вирішує продовжити цей напрямок й у 1992 та 1993 роках записує два нових альбоми у цьому ж стилі (Noche Latino і Festival Latino).
1994 року стає роком повернення до витоків і записи нового інструментального диска, а також роком турне до Нідерландах, де було дано близько п'ятдесяти концертів.
У 1996 році записується новий альбом «Gondwana» з музикою в стилі нью-ейдж. У 1998 році Френсіс Гойя записує прекрасні пісні Жака Бреля, які виходять на CD і набувають поширення по всій Європі. Потім записується спільний альбом з Рішаром Клайдерманом.

### Вітер зі Сходу
У 1981 році Гойя став першим артистом «легкого жанру», який виступив разом з оркестром Большого театру, під акомпанемент російських народних інструментів і чоловічого хору. Російські мотиви Гойї вдаються якнайкраще, про що свідчить прекрасний альбом Moscow Nights. В цей альбом з повітряними куполами собору Василя Блаженного на обкладинці увійшли в основному обробки народних пісень — «Калінка», «Дві гітари», «Очі чорні» і незвичайні інтерпретації «Підмосковних вечорів» Соловйова-Сєдого та «Дорогой длинною» Юджина Раскіна.
Альбом «Moscow Night», записаний в Москві, видається у 1981 році в усіх республіках колишнього СРСР, де користується широкою популярністю, що дозволило Френсіс Гойї стати західноєвропейської зіркою в Східній Європі.

### Березень 2001, перші концерти в Естонії

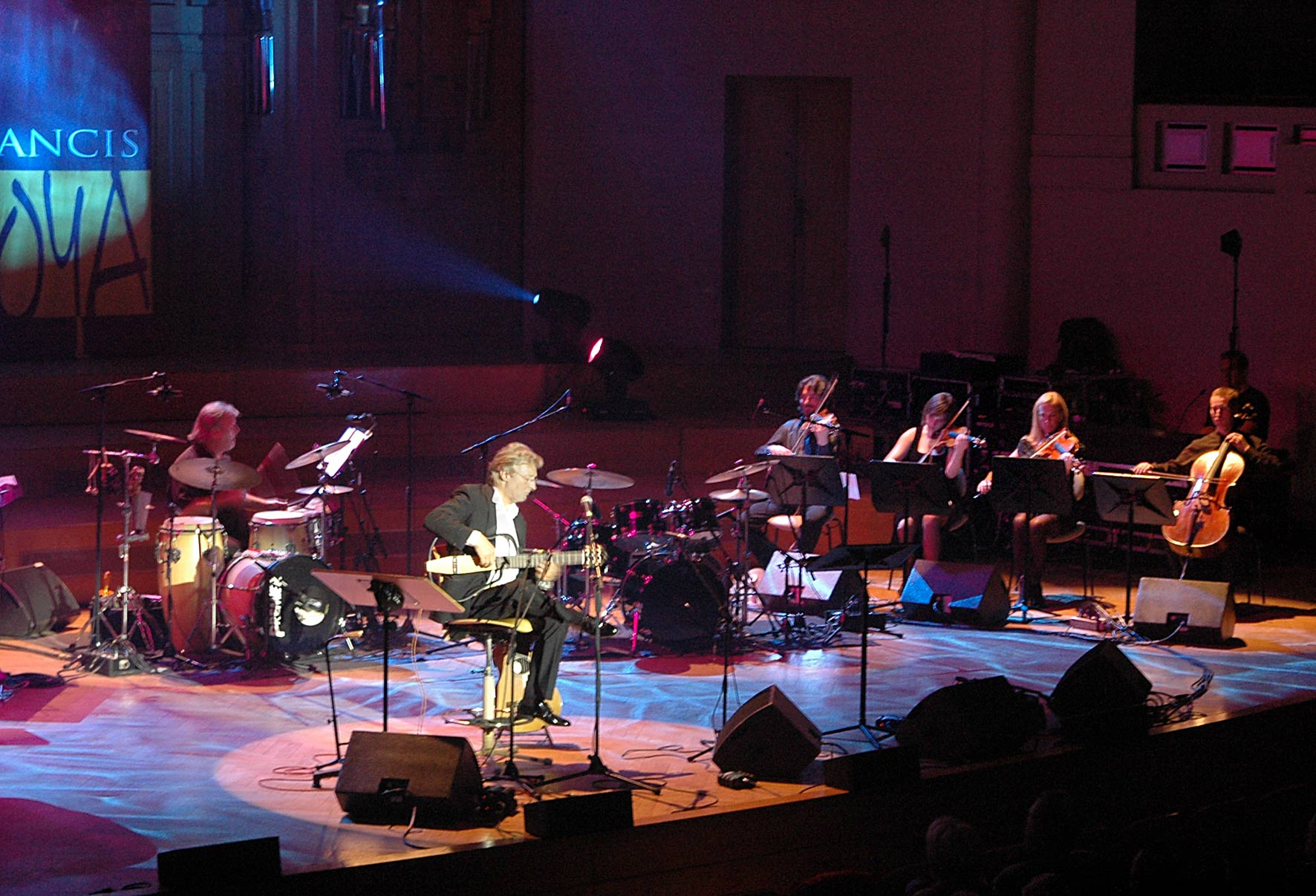
Концерт Франсіса Гойї в Бельгії

Після двадцятирічного успіху в Східній Європі Френсіс Гойї було запропоновано дати концерт в Естонії, в Талліннської філармонії, в супроводі камерного оркестру в концертному залі філармонії, під керівництвом Жана-Люка Дріона, піаніста і диригента, з яким Френсіса Гойю пов'язує дружба впродовж 30 років.
Цей перший концерт був настільки успішний, що Френсіс Гойя був змушений збільшити час свого перебування в Естонії й дати другий концерт на наступний день у тому ж концертному залі філармонії. Після такого першого досвіду в Естонії Френсіс Гойя вирішив записати інструментальний альбом, що включає твори, написані великим естонським композитором Раймондом Валгре.
Цей альбом також приніс йому величезну популярність в Естонії. До всього іншого, російський альбом «A Tribute To Alexandra Pakhmutova», записаний у Санкт-Петербурзі, отримав широке поширення в Кореї, на Тайвані та в Китаї.
У 2018 році брав участь в церемонії нагородження музичної премії «YUNA-2018» в місті Києві, де разом із Сергієм Бабкіним виконав пісню «Забери». А також взяв участь у нагороджені номінації «Найкраще концертне шоу», що отримав Monatik.

## «Atelier Art et Musique» (Художня і музична студія) в Марракеші (Марокко)
Школа присвячена любові до мистецтва і музики, створена 8 травня 2010 року за ініціативи Френсіса Гойї та його доньок Валерії і Сандрін, які також працюють у фонді «Atelier Art et Musique Francis Goya».
Завдяки моральній підтримці Консульства Бельгії, префектури Марракеша і партнерству з Yamaha стало можливо почати заняття з інструментальних і вокальних дисциплін.
Atelier Art & Musique Francis Goya орієнтована на всіх, від новачків до зрілих музикантів, і на все, від музичного розвитку до сольфеджіо, включаючи численні заняття з гри на гітарі, фортепіано, скрипці, уроки танців і співу. Справді, понад сто учнів з різним рівнем записалися на різні курси, виявляючи жвавий інтерес до своєї школи.

## Фонд Френсіса Гойї для культурного розвитку дітей та підлітків з неблагонадійних районів
На всьому тривалому протягом своєї кар'єри композитора і концертанта Френсіс Гойя завжди брав участь у благодійних заходах, які збирали пожертви на фінансування дитячих будинків і середніх шкіл в Камбоджі, департаменту невідкладної педіатрії лікарні Королеви Фабіоли в Бельгії, Онкологічного фонду Сен-Мішель в Брюсселі. Коли Френсіс Гойя переїхав багато років тому в Марокко, він побачив, що розвиток марокканської молоді потребує підтримки.
Блискуча ідея прийшла йому в голову, коли він подорожував по півдню країни. Він грав на гітарі в колі своєї сім'ї на привалі недалеко від невеликого села, і несподівано натовп дітей оточила його і теж стала слухати. Ця ідея отримала розвиток: Френсіс вирішив заснувати Фонд, метою якого стало б відкриття нових талантів серед дітей та підлітків з неблагонадійних районів, допомога їм у розвитку їх музичних талантів. Для створення Фонду Френсіса Гойї була отримана допомога від марокканських і європейських друзів Френсіса Гойї, які поділяють ці цінності. Підхід полягає в організації безкоштовних концертів для того, щоб зібрати кошти на покупку музичних інструментів і фінансувати уроки співу та танців для дітей. Для виявлення молодих талантів, які можуть отримати користь із серйозних занять музикою, отримати можливість стажувань за кордоном, і тих, кому необхідний контроль і допомога в довгостроковій перспективі, відвідуються школи, дитячі будинки, а також гірські райони. «Коли життя щедра з нами, приходить час віддавати, послужити чого-небудь, тим більше, музика зігріває серця. Сьогодні важливий день: ми закладаємо перший камінь у фундамент будівлі і, користуючись можливістю, звертаємося до щедрості жертводавців для фінансування наших цілеспрямованих проектів, таких як пожертвування музичних інструментів, взяття на себе проведення художніх занять для дітей та підлітків з неблагонадійних районів (дитячі будинки, лікарні, Дуари). Заздалегідь дякую Вам за висвітлення і публічність, які ви можете дати цій чудовій ініціативи ». Промова Президента Фонду Френсіса Гойї.

## Дискографія
- Nostalgia (1975)
- Souvenirs aus Griechenland (1979)
- Summernight Moods (1979)
- Romantic Guitar (1985)
- This is Francis Goya (1986)
- Rendez-vous (1988)
- Plays His Favourite Hits Vol.1 (1990)
- Bahia Lady (with Carmina Cabrera; 1990)
- Noche Latino (with Carmina Cabrera; 1993)
- Festival Latino (with Carmina Cabrera; 1994)
- The Very Best of (1994)
- Together (with Peter Weekers; 1994)
- Jacques Brel (1998)
- Plays His Favourite Hits Vol. 2 (1998)
- Francis Goya in Moscow (1999)
- Together (with Richard Clayderman; 2000)
- Latin Romance (1999)
- Best of Francis Goya (1999)
- De Mooiste Sfeermelodieën (2000)
- Pleased to meet You, Mr. Valgre (2001)
- Hollands Glorie (2002)
- Hollands Glorie Kerst (2002)
- A tribute to Alexandra Pakhmutova (2002)
- Klassieke Droommelodieën (2003)
- Rakkaudella (2004)
- Intimité (with Jean-Luc Drion; 2004)
- Magic Moments (2004)
- Gondwana (2004)
- Face to Face (with Richard Clayderman; 2005)
- Wings for life (2008)